# شاينا
شاينا (وُلدت باسم جوان ماري لورر في 27 ديسمبر 1969 – وتوفيت في 17 أبريل 2016) كانت مصارعة محترفة أمريكية وعارضة أزياء للياقة البدنية ولاعبة كمال أجسام وممثلة وممثلة أفلام إباحية وشخصية تلفزيونية.
برزت شاينا لأول مرة في اتحاد المصارعة العالمي (WWF، المعروف الآن باسم WWE) في عام 1997، حيث أُطلِق عليها لقب "أعجوبة الدنيا التاسعة" (حيث كان أندريه العملاق معروفًا بلقب "الأعجوبة الثامنة"). فازت ببطولة القارات مرتين (وهي المرة الوحيدة التي تُمنح فيها هذه البطولة لامرأة)، وببطولة النساء مرة واحدة وهي عضو مؤسس في مجموعة "دي-جينيريشن إكس" وأول مديرة أعمال (إنفورسر) أنثى في الاتحاد،. كما كانت أول امرأة تشارك في مباراة "رويال رامبل" ومسابقة "ملك الحلبة"، بالإضافة إلى أن أصبحت المُرشحة الأولى للمنافسة على بطولة WWF. تُعتبر شاينا واحدة من أبرز نجوم "حقبة الموقف" (Attitude Era) في المصارعة. وصفتها WWE بأنها "أكثر المنافسات الإناث هيمنةً على الإطلاق"، وذلك بسبب انتصاراتها الفردية على نخبة من المصارعين الذكور البارزين، بما في ذلك تريبل إتش، كورت أنجل، كريس جيريكو وجيف جاريت. شاركت بشكل متقطع في المصارعة بعد مغادرتها WWF في عام 2001، حيث ظهرت مع اتحاد "اتحاد اليابان الجديد للمصارعة الاحترافية" (NJPW) في عام 2002، واتحاد "توتال نونستوب أكشن ريسلينغ" (TNA) في عام 2011، والذي كان آخر ظهور لها في الحلبة.
خارج عالم المصارعة، ظهرت شاينا في مجلة بلاي بوي مرتين، بالإضافة إلى العديد من البرامج التلفزيونية والأفلام وكانت تُعتبر رمزًا جنسيًا. كانت عضوًا في فريق برنامج "ذا سوريال لايف" على قناة VH1 في عام 2005، مما أدى إلى ظهورها في عدة برامج واقعية أخرى على الشبكة، بما في ذلك "ذا سوريال لايف: ألعاب الشهرة" في عام 2007 و"إعادة تأهيل المشاهير مع د. درو" في عام 2008. كانت شاينا معروفة أيضًا بعلاقتها المضطربة مع زميلها المصارع شون والتمان، حيث صوّرا معًا مقطع جنسي أُصدر تجاريًا في عام 2004 تحت عنوان "ليلة واحدة في الصين"، والذي فاز بجائزة AVN لأفضل عنوان مبيع في عام 2006. كما شاركت في خمسة أعمال إباحية أخرى، بما في ذلك مقطع  الباب الخلفي لـ شاينا، الذي فاز بجائزة AVN لأفضل مقطع جنسي لنجم في عام 2012.
أُدخلت شاينا بعد وفاتها إلى قاعة مشاهير WWE كعضو في مجموعة "دي-جينرايشن إكس" في عام 2019، لتصبح أول امرأة تُدخل إلى القاعة كجزء من مجموعة أو فريق.

## الحياة المبكرة
وُلدت جوان ماري لورر في مدينة روتشستر بولاية نيويورك في 27 ديسمبر 1969. انفصل والداها عندما كانت تبلغ من العمر نحو أربع سنوات. كان لديها ثلاثة أزواج أم وزوجة أب واحدة. ذكرت أن أول زوج أم هدد بالانتحار في إحدى المرات، بينما كان والدها البيولوجي يعاني من مشكلة الإدمان على الكحول، وفي إحدى الحوادث، طعن والدتها عن طريق الخطأ في فخذها بسكين جزار. انتقلت مع والدتها وإخوتها عدة مرات بين عامي 1973 و1983.
تعلمت لورر العزف على الكمان والتشيلو خلال طفولتها. كما صرّحت لاحقًا أنها في الصف السابع تعرضت لتقبيل جنسي من قبل معلم يكبرها بكثير ويعمل في مدرستها. بدأت تعاني من اضطرابات الطعام في سن الثالثة عشرة أثناء دراستها في مدرسة بنفيلد الثانوية، حيث كانت تتقيأ الطعام بعد تناوله. غادرت المنزل في سن السادسة عشرة عندما حاولت والدتها إجبارها على دخول مركز لإعادة التأهيل من المخدرات، وانتقلت للعيش مع والدها البيولوجي. بدأت في ممارسة التمارين الرياضية في ذلك العام، ولم تشعر بأي ألم عندما أصيبت بورم في المبيض بسبب قوة عضلات بطنها. أنهت سنتها الدراسية الأخيرة في الثانوية في إسبانيا.
التحقت لورر بجامعة تامبا، وتخرجت عام 1992 بتخصص في الأدب الإسباني. درست أيضًا اللغتين الفرنسية والألمانية هناك، وكانت قادرة على التحدث بهما. وصرّحت بأنها خلال تلك الفترة تعرضت للاغتصاب من قبل رجلين بعد أن سكرت في إحدى الحفلات. كانت أيضاً عضوًا في برنامج تدريب ضباط الاحتياط (ROTC). كانت في البداية تطمح لاستخدام معرفتها باللغات الأجنبية للعمل في مكتب التحقيقات الفيدرالي أو إدارة مكافحة المخدرات. لكنها انضمت لاحقًا إلى فيلق السلام وعُيّنت في غواتيمالا.
شغلت عدة وظائف بعد عودتها من الخارج، منها العمل كنادلة في نادٍ للتعري ومغنية في فرقة موسيقية وعاملة في خط دردشة هاتفي مدفوع. التحقت بدورة تدريبية استمرت ستة أسابيع لتصبح مضيفة طيران في منتصف إلى أواخر العشرينيات من عمرها بينما كانت تعيش في جزر كيز بفلوريدا،. تعرضت لحادث سيارة أثناء توجهها لأول رحلة لها دخلت على إثره المستشفى لمدة أربعة أيام. وساعدتها شقيقتها كاثي بعد تعافيها في الحصول على وظيفة لبيع أجهزة الاستدعاء (البيجر)، كما عملتا معًا كراقصتي رقص شرقي.
بدأت لورر بالمشاركة في مسابقات اللياقة البدنية بانتظام بعد تخرجها من الجامعة. شاركت في المسابقة الإقليمية لمدينة نيويورك ضمن منافسات "Fitness America" في عام 1996، لكن نظرًا لحجمها الكبير مقارنة بالمشاركات الأخريات، كانت غالبًا ما تحتل المركز الأخير.

## مسيرة المصارعة المحترفة

### البدايات (1995–1997)
تدربت لورر في مدرسة المصارعة المحترفة التي يديرها فلاديك "كيلر" كوالسكي في مالدن، ماساتشوستس. كانت أول مباراة لها في عام 1995 ضد مصارع ذكر يرتدي ملابس امرأة. عملت أيضًا في عدة اتحادات مستقلة تحت اسم "جواني لي" أثناء حضورها المدرسة. بعض مبارياتها الأولى رُتّبت بواسطة المصارعة الأسطورية "ذا فابولوس مولا".
التقت لورر بمصارعي اتحاد المصارعة العالمي (WWF) بول "تريبل إتش" ليفيسك (المعروف آنذاك باسم هانتر هيرست هلمسلي) وشون مايكلز بعد عرض مصارعة محترفة في عام 1996. قرروا إحضارها إلى WWF كحارسة شخصية بعد مشاهدة تسجيلات لمبارياتها. كان مالك الاتحاد فينس مكمان في البداية غير راغب في انضمامها إلى الشركة لأنه لم يعتقد أن الجمهور سيتقبل فكرة امرأة تصارع رجالًا. تلقت لورر عرضًا من بطولة العالم للمصارعة (WCW) أثناء انتظار قرار الاتحاد، الذي أرادها أن تكون العضوة الأنثى الوحيدة في مجموعة "نيو وورلد أوردر". قبلت العرض في البداية، لكنها تراجعت لاحقًا عندما أخبرها شين مكمان، نجل فينس مكمان، بأنها على وشك التعاقد مع WWF. ومع ذلك، قال كوالسكي إنه هو من ساعد في تعيين لورر في WWF بعد أن قدمها لشين مكمان وأخبره عن اهتمام WCW بها.

### الاتحاد العالمي للمصارعة WWF (1997–2001)

#### دي-جينريشن إكس (1997–1999)

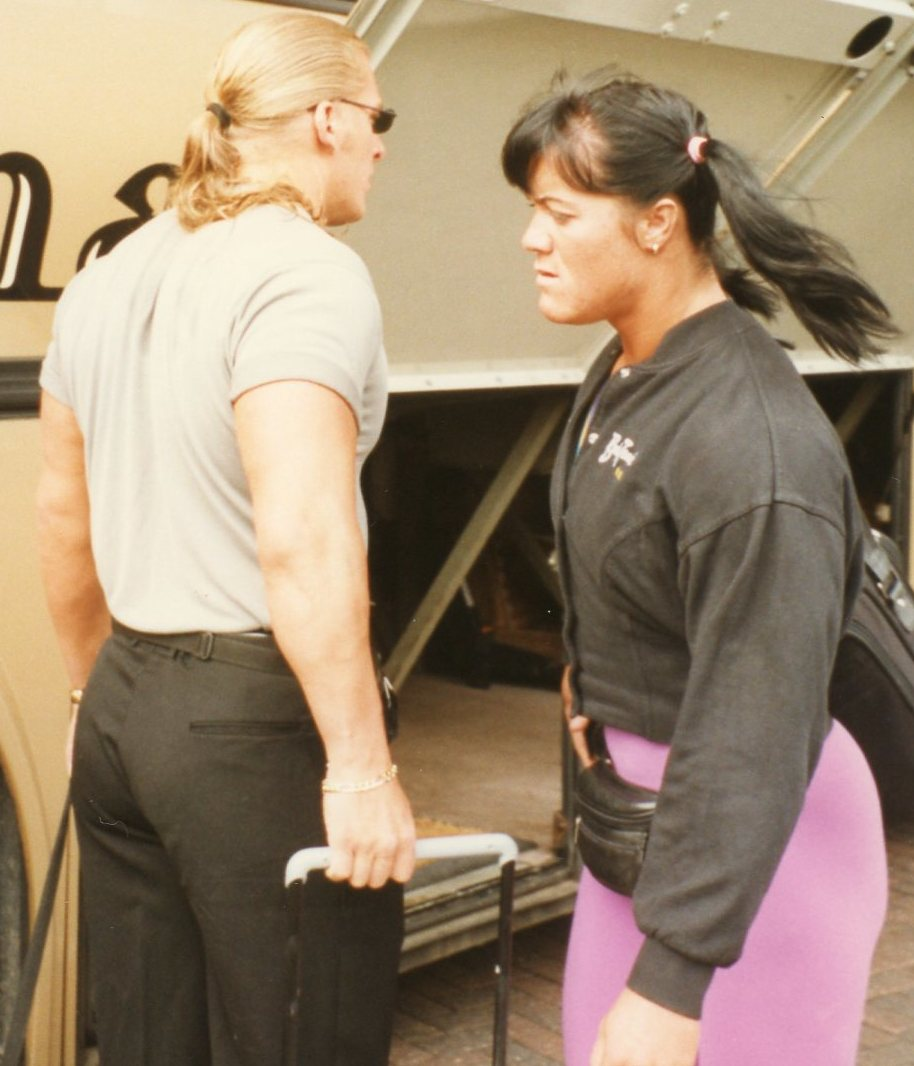
شاينا مع تريبل اتش في عام 1997

ظهرت لورر لأول مرة في WWF في 16 فبراير 1997، خلال حدث "في منزلك 13: آخر أربعة"؛ حيث ظهرت شخصيتها كمتفرجة في المقاعد الأمامية وخنقت مارلينا بينما كان غولدست في الحلبة مع تريبل إتش. ظهرت خلال عرض "رو" في الليلة التالية، وعانقت مارلينا "عناق الدب". كان دورها الأصلي في الاتحاد هو كونها الحارسة الشخصية الصامتة لفريق دي-جينرايشن إكس، الذي أسسه شون مايكلز وتريبل إتش. كانت غالبًا ما تساعدهم (الذين كانوا آنذاك أشرارًا صاعدين) في الغش للفوز من خلال التدخل الجسدي في المباريات وتنفيذ حركتها الشهيرة "الضربة المنخفضة (لو بلو)" في المنطقة الحساسة. أُعطيت اسم الحلبة "شاينا" لاحقًا، وهو اسم ساخر مقصود؛ حيث يُشير "الشاينا" (الخزف الصيني) إلى شيء رقيق وهش، على عكس شخصيتها القوية. كان المصارعون الذكور مترددين في البداية في السماح لامرأة بأن تُظهر تفوقها عليهم.
وُضعت في قصة رومانسية مع مارك هنري خلال فترة وجودها في دي-جينرايشن إكس، الذي كان عضو في الفريق المنافس "أمة الهيمنة". بدأت القصة في أغسطس 1998 بعد أن أمر ذا روك مارك هنري بتقبيل شاينا لإذلالها، إلا أنها قاومته. كان هنري يطاردها عاطفياً، ويهددها في النهاية بالتحرش الجنسي (حسب السيناريو) ما إذا لم تذهب إلى موعد معه. وافقت شاينا في النهاية وتصالحت معه، لتصبح صديقته وحليفته على الشاشة. كشفت لاحقاً أن الأمر كله كان خدعة لإذلال هنري في حلقة في يناير عام 1999.
كانت شاينا المتسابقة رقم 30 في مباراة "رويال رامبل"، لتصبح أول امرأة على الإطلاق تدخل هذه المباراة الشهيرة. أقصت مارك هنري في المباراة قبل أن يُقصيها ستون كولد ستيف أوستن. تحولت إلى شخصية شريرة في اليوم التالي بخيانة تريبل إتش والتحالف مع أعدائه فينس مكمان وكين. شاركت مع كين في حدث "مجزرة عيد الحب" ضد حلفائها السابقين إكس-باك وتريبل إتش. خانت كين خلال مباراته في "راسلمينيا 15" وهاجمته بكرسي، مما أظهر أنها عائدة إلى دي إكس. إنقلبت شاينا وتريبل إتش ضد دي إكس لاحقًا في نفس الليلة عندما ساعدا شين مكمان في هزيمة عضو دي إكس إكس-باك. أصبح الثنائي جزءًا من "ذا كوربوريشن (الشركة)" ولاحقًا "ذا كوربوريت منيستري (وزارة الشركات)" التابع لشين مكمان. بقيت شاينا الشريرة إلى جانب تريبل إتش بعد حل "ذا كوربوريت منيستري". وانفصلا لاحقًا في ذلك العام.

#### بطلة القارات (1999–2000)
أصبحت شاينا أول امرأة تتأهل لبطولة "ملك الحلبة" في يونيو 1999. كما كانت أول امرأة تصبح المُرشحة الأولى لبطولة WWF، لكنها خسرت المركز لصالح مانكايند قبل حدث "سمرسلام" في أغسطس. عادت لتكون شخصية محبوبة من الجماهير خلال عدائها الطويل مع جيف جاريت في نفس العام. تحدت "ذا بريتش بولدوج" في مباراة خلال حلقة 4 أكتوبر 1999 من "رو"، وهزمته. خاضت مباراة على بطولة القارات ضد جاريت في حدث "أنفورغيفن"، لكنها خسرت. انتصرت على جاريت وفازت باللقب في حدث "نو ميرسي" في آخر مباراة له مع الاتحاد، وهي مباراة من نوع "التدبير المنزلي الجيد" في 17 أكتوبر، لتصبح أول أمرأة والوحيدة اللتي تفوز ببطولة القارات. كما حصلت على خدمات مساعدته، ميس كيتي. قالت لورر إن جاريت طلب (وحصل على) 300,000 دولار من فينس مكمان ليخسر اللقب لصالح امرأة بشكل نظيف. كان عقد جاريت قد انتهى في 16 أكتوبر، وبالتالي لم يكن ملزمًا بالظهور في الحدث المدفوع. لو لم يظهر، لتعرضت المنظمة لانتقادات بسبب الإعلان الكاذب، ولانقطع تسلسل اللقب.
خاضت شاينا عداءً مع كريس جيريكو حول اللقب، حيث هزمته في "سرفايفر سيرييس"، لكنها خسرت اللقب لصالحه في "أرماغيدون". واجهته مرة أخرى في مباراة خلال حلقة 28 ديسمبر من "سماكداون!"، والتي انتهت بشكل مثير للجدل حيث ثبّت كلا المصارعين بعضهما البعض. حسمت ستيفاني مكمان-هيلمسلي الوضع، التي كانت آنذاك "رئيسة السلطة"، أنهما بطلان مشتركان.  دافع جيريكو وشاينا عن اللقب ضد هاردكور هولي في مباراة ثلاثية لتحديد بطل القارات الرسمي في عرض "رويال رامبل"، والتي فاز بها جيريكو. لم تعد WWE تعترف بفترة "البطولة المشتركة" لشاينا، وتُعتبر الآن استمرارًا لفترة جيريكو الثانية كبطل. تعاونت شاينا لفترة وجيزة مع جيريكو بعد ذلك.

#### قصتها مع إيدي غيريرو وبطلة النساء (2000-2001)

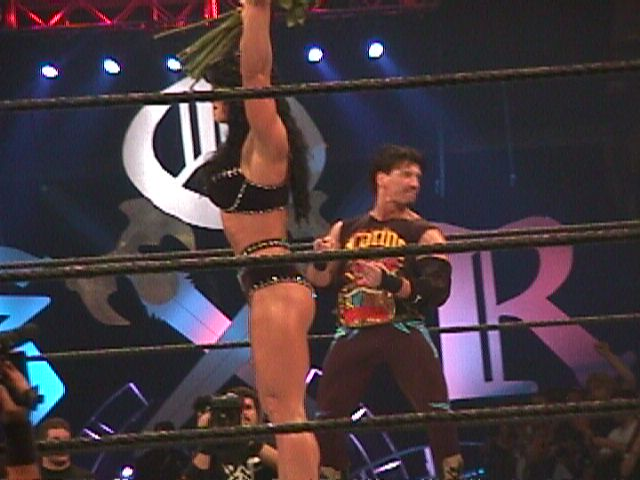
شاينا في حدث ملك الحلبة مع إيدي غيريرو في يونيو 2000

أصبحت شاينا حبيبة إدي غيريرو على الشاشة بعد وقت قصير من خسارتها لقب بطولة القارات. كانا شخصيتين شريرتين في البداية، لكنهما تحولا إلى شخصيات محبوبة خلال صيف عام 2000، حيث أطلق عليها غيريرو لقب "ماماسيتا". واجه الثنائي فال فينيس والمبتدئة آنذاك تريش ستراتس في مباراة فرق مختلطة بين الجنسين في حدث "سمرسلام"، حيث كان لقب القارات على المحك. فازت شاينا بالمباراة، لكنها خسرت اللقب بعد أسبوعين لصالح غيريرو في مباراة ثلاثية شارك فيها أيضا كورت أنجل. انفصلا رسميًا في نوفمبر 2000 بعد أن اكتشفت شاينا أن إدي يتسكع في الحمام مع امرأتين أخريين (حسب السيناريو).
ظهرت شاينا في نفس الفترة عارية في عدد نوفمبر 2000 من مجلة بلاي بوي. دُمج هذا أيضًا في قصة للاتحاد (مستوحاة جزئيًا من نزاع قانوني حقيقي بين اتحاد المصارعة ومنظمة "مجلس التلفزيون الأبوي" المحافظة اجتماعيًا)، حيث أثار ذلك غضب مجموعة "رايت تو سينسور (حق الرقابة)" (مجموعة من المصارعين المحافظين أخلاقيًا). بدأت شاينا عداءً مع عضو "حق الرقابة" آيفوري على لقب النساء. بلغت القصة ذروتها في حدث "رويال رامبل"، حيث بدا أن شاينا أُصيبت مجدداً في رقبتها أثناء تنفيذها لحركة "هاند سبرينغ باك إلبو". غادر المعلق جيري "ذا كينغ" لولر طاولة التعليق ودخل الحلبة للتحقق من حالتها لإقناع الجمهور بإصابتها، وهو شيء لم يفعله منذ الحادث الذي أودى بحياة أوين هارت في الحلبة عام 1999. فازت بلقب النساء من آيفوري في "راسلمينيا 17" في مباراة سريعة عند عودتها من "الإصابة". كما دافعت عن لقبها ضد ليتا في حدث "جاجمنت داي" عام 2001. سرعان ما تخلت عن اللقب، حيث كانت تلك آخر مباراة لها في WWF.
غادرت شاينا WWF في 30 نوفمبر 2001، بعد عدة أشهر من إيقاف ظهورها على التلفزيون. تداولت العديد من الروايات حول مغادرتها على مر السنين. خلف الكواليس، بدأ حبيبها السابق في الحياة الواقعية بول "تريبل إتش" ليفيسك علاقة مع ستيفاني مكمان؛ قالت شاينا إن الاثنين بدآ علاقتهما قبل أن تنفصل هي وليفيسك. أشارت شاينا في مقابلة عام 2002 مع ذا بالتيمور صن إلى أن الانفصال عن ليفيسك لم يكن له علاقة بمغادرتها الاتحاد، قائلة إنها غادرت لمتابعة مهنة التمثيل. ذكر نائب الرئيس التنفيذي لشؤون المواهب آنذاك، جيم روس، في وقت مغادرة شاينا، أنه "تم الاتفاق بشكل متبادل" على إنهاء عقدها مع الاتحاد للسماح لها باستكشاف خيارات مهنية أخرى. قالت شاينا في مقابلة عام 2015 مع فينس روسو، إنها بعد اجتماع مع فينس مكمان حول وضع ستيفاني مكمان، أُرسلت إلى المنزل وتلقت لاحقًا فاكسًا يخبرها بأنها لم تعد مطلوبة. ذكرت أختها كاثي بعد وفاتها أن شاينا عُرض عليها عقد جديد مع اتحاد WWF في عام 2001 براتب أساسي لا يقل عن 400,000 دولار سنويًا مع إمكانية تحقيق دخل أعلى من خلال المنتجات والحضور في العروض المدفوعة، لكنها رفضت التوقيع على عقد بأقل من راتب أساسي قدره مليون دولار سنويًا. أكد روس لاحقًا هذه الرواية، واصفًا طلب مليون دولار سنويًا بأنه "مبالغ فيه" وغير واقعي، مما جعل مسؤولي الاتحاد غير راغبين في التفاوض معها على الرغم من شعبيتها الكبيرة لدى الجماهير.

### اليابان (2002)
توجهت شاينا إلى اليابان في عام 2002 بعد انتهاء مسيرتها في اتحاد WWF، حيث خاضت فترة قصيرة ولكن مثمرة مع اتحاد "اتحاد اليابان الجديد للمصارعة الاحترافية" (NJPW). كان ظهورها الأول في عرض "اليابان الجديد الذكرى السنوية الثلاثين"، حيث حكّمت مباراة بين فريق "ذا شتاينر براذرز" وفريق هيروشي تاناهاشي وكينسوكي ساساكي. هزمت شاينا الملاكمة تشيكا ناكامورا في "منظمة فنون القتال العالمية" (UFAO) في 8 أغسطس 2002، حيث فازت عليها بالإيقاف الفني (TKO) في الجولة الأولى. خاضت عدة مباريات مع الاتحاد في سبتمبر وأكتوبر 2002. أدّت لورر آخر مباراة لها في 26 أكتوبر بعد خسارتها أمام ماساهيرو تشونو في 14 أكتوبر 2002، حيث شاركت مع "غريت ميوتا" المزيف (الذي لعبه تروي إندرز) في خسارة أمام هيروشي تاناهاشي وكينزو سوزوكي. لم تتمكن شاينا من تحقيق نجاح كبير كشخصية مؤثرة في NJPW على الرغم من عملها مع أكبر الأسماء مثل ماساهيرو تشونو وهيروشي تاناهاشي.

### اتحاد توتال نونستوب أكشن (2011)
ظهرت شاينا لأول مرة في اتحاد توتال نونستوب أكشن (TNA) خلال تصوير حلقة 12 مايو 2011 من برنامج إمباكت!، حيث قدمها مستشار قناة "سبايك تي في" العائد ميك فولي كشريكة أعمال كورت أنجل (والتي كانت تُشار إليها سابقًا باسم "عشيقته") وشريكة معه في الفريق في حدث ساكريفايس، حيث واجهوا جيف جاريت وكارين جاريت. شاركت أيضًا في مباراة "باتل رويال"، حيث أقصت جيف. أجبرت شاينا كارين على الاستسلام للفوز في مباراة الفرق المختلطة في حدث "ساكريفايس" في 15 مايو. غادرت TNA بعد فترة وجيزة، مما جعل مباراتها في ساكريفايس 2011 آخر مباراة مصارعة لها.

## وسائل إعلام أخرى

### بلاي بوي

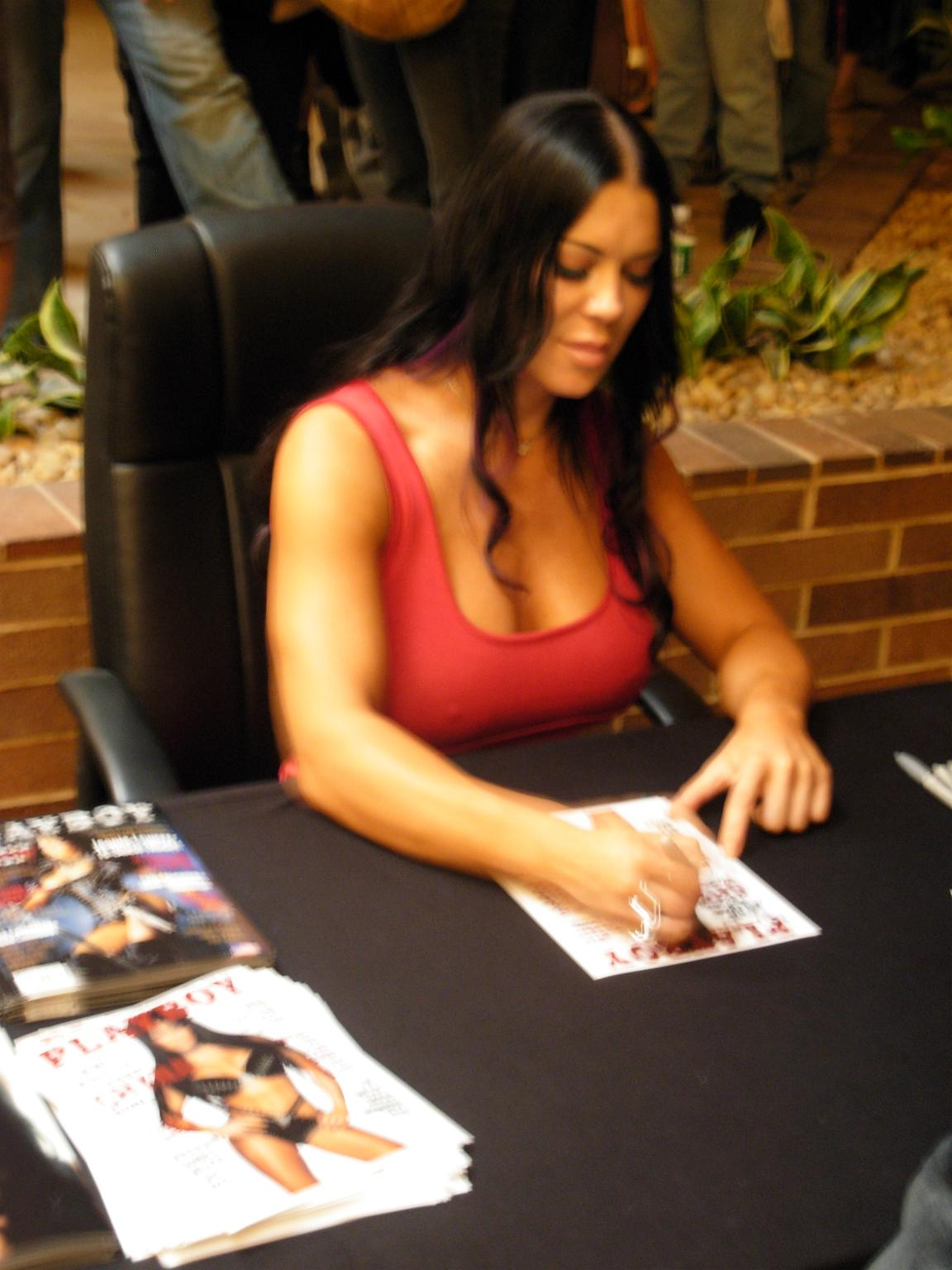
شاينا توقع على عدد بلاي بوي الخاص بها في عام 2007

ظهرت جوان لورر عارية في مجلة بلاي بوي في عدد نوفمبر 2000. ظهرت في صور عارية أخرى بعد مغادرتها WWF في عام 2002. كما صورت فيلمًا وثائقيًا إباحياً لـ بلاي بوي بعنوان جوان لورر عارية: من نجمة مصارعة إلى أميرة محاربة.

### الأدب
أصدرت لورر سيرتها الذاتية في عام 2001 بعنوان لو كانو يعلمون، وقد احتل الكتاب قائمة نيويورك تايمز لأكثر الكتب مبيعًا لفترة من الوقت.

### التلفزيون والأفلام
ظهرت لورر في برنامج ذا هوارد ستيرن شو عام 2000، حيث قالت إنها "جعلت نفسها تبدو سخيفة". كما ظهرت في ثلاث حلقات من مسلسل ثالث كوكب بعد الشمس بدور جانيس، شرطية واعدت هاري سولومون لفترة قصيرة، وشاركت في عدة إعلانات لـ"Stacker". كما كانت مقدمة في حفل توزيع جوائز إم تي في للفيديو الموسيقي.
كانت ضيفة في نسخة خاصة من برنامج عامل الخوف للمشاهير في عام 2001. خسرت في الجولة النهائية أمام كوليو. كما قدمت صوتها لنسخ رسوم متحركة في برنامجي مباراة موت المشاهير وغيري & مايك. رُشّحت في العام التالي لدور في فيلم ترمنايتور 3: نهوض الآلات، لكن الدور ذهب إلى كريستانا لوكن. قدمت برنامج حروب الآليين: البطل الكبير في عام 2002، وظهرت في برنامج الألعاب الشهير مربع هوليوود عام 2003.
ظهرت لورر بدور "لولو" في الفيديو الموسيقي لفرقة "سيفينداست" لأغنية "إنيمي" عام 2003.
ظهرت لأول مرة في برنامج ذا سوريال لايف في أوائل عام 2005 مع زملائها في المنزل دا برات، جين ويدلين، أدريان كاري، كريستوفر نايت، ماركوس شينكنبرغ، وفيرن تروير. تناولت الكحول بكثرة في البرنامج، كما ظهرت عارية وتورطت في مشادة مع صديقها السابق شون والتمان. بقيت صديقة لأدريان كاري بعد البرنامج وظهرت بشكل موجه في برنامجها الواقعي My Fair Brady. كما ظهرت في برنامج ذا سوريال لايف: ألعاب المشاهير، الذي بدأ عرضه على قناة VH1 في يناير 2007. صُوّر في أبريل 2006 في لاس فيغاس. أُقصيت من البرنامج في الحلقة السابعة.
ظهرت لورر في عام 2006 أيضًا في فيلمي مجرد كوميديا رومانسية أخرى عن المصارعة وفضائيون غير شرعيين، والذي كان آخر فيلم تظهر فيه آنا نيكول سميث. ظهرت لورر في حلقة من البرنامج الواقعي القضائي محكمة كريستينا، بُثت في 14 يوليو 2007 في نزاع مدني ضد مربي كلاب التشيهواهوا المصغرة. حكمت القاضية بيريز لصالحها ومنحتها 4,000 دولار.

### الأفلام الإباحية
بدأت لورر مسيرتها في الأفلام الإباحية مع فيلم ليلة واحدة في الصين عام 2004. تعاون لورر وشون والتمان مع شركة "Red Light District Video" لتوزيع الفيديو المنزلي، الذي أُصدر عام 2004. ظهرت لورر في فيلمها الثاني للكبار بعنوان ليلة أخرى في الصين عام 2009. شاركت في أول فيلم إباحي محترف لصالح "Vivid Video" بعنوان الباب الخلفي لـ شاينا في عام 2011. كما لعبت دور "شي-هولك" في فيلمالمحاكاة الساخرة "ذا افينجرز"، الذي صدر في مايو 2012. أٌصدر فيلم مستقل يركز على شخصية "شي-هولك" بعنوان "شي-هولك XXX" في أبريل 2013.
قالت في أحد آخر مقاطع الفيديو على "يوتيوب" قبل وفاتها إنها لم تكن لديها طموحات للدخول في عالم الأفلام الإباحية، لكنها كانت "تصنع شرابا حلوا من حامض ليمون الحياة" بعد إصدار الفيديو الخاص بها مع إكس-باك "بدون إذنها".

## الحياة الشخصية
صُنعت غرسات الثدي الخاصة بلورر خصيصًا لها بعد أن تعرضت غرساتها الأولى للتمزق خلال مباراة مصارعة. كما اشتكت لجراحها التجميلي من أن أكبر الغرسات المتاحة لم تتناسب مع حجم جسدها كما كانت ترغب. أصبحت الغرسات المخصصة لها نموذجًا لـ"شاينا نسخة الـ2000"، والتي تُسوّق الآن للنساء ذوات الأجسام الكبيرة ولاعبات كمال الأجسام.[ قالت لورر إنها دفعت 6,000 دولار مقابلها.

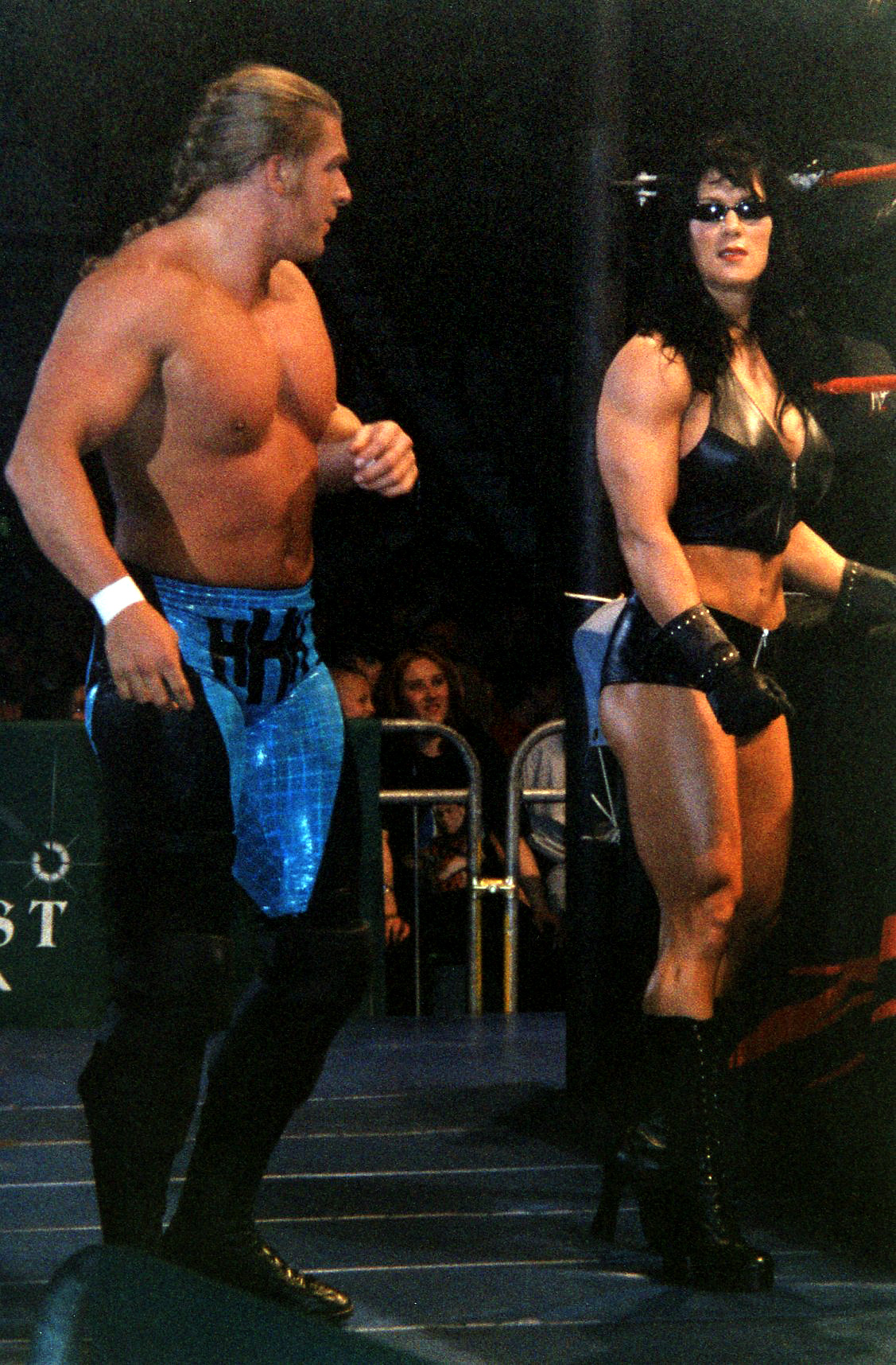
لورر مع بول "تريبل اتش" ليفيسك، الذي كانت تواعده من عام 1996 إلى عام 2000

ارتبطت لورر بزميلها المصارع بول "تريبل إتش" ليفيسك من عام 1996 حتى عام 2000. أخفيا علاقتهما في البداية عن زملائهما لأنها شعرت أن الناس قد يعتقدون أنها "صعدت إلى القمة عن طريق العلاقات". كما عاشا معًا لفترة من الوقت. هناك بعض الجدل حول ما إذا كان ليفيسك قد بدأ علاقته مع ستيفاني مكمان بينما كان لا يزال مع لورر. ومع ذلك، بعد وفاة لورر، أخبرت أختها كاثي هاميلتون موقع "بليتشر ريبورت" أنه على الرغم من أن ليفيسك "كان جيدًا جدًا مع جواني"، إلا أن الزوجين اختلفا حول خطط الأسرة المستقبلية (حيث أراد ليفيسك أطفالًا بينما لم تكن لورر ترغب في ذلك)، كما ساهمت مشاكل الإدمان والصحة العقلية التي كانت تعاني منها لورر في انفصالهما.
كانت لورر في علاقة مضطربة مع زميلها المصارع شون والتمان وكانا مخطوبين لفترة في عام 2003، ثم انفصلا، ثم عادا للخطوبة مرة أخرى، وهو نمط استمر لمدة عامين. أطلقا مقطعًا جنسيًا في عام 2004 صُوّر في عام 2003. حصلت الشركة التي أصدرت المقطع الجنسي الخاص بباريس هيلتون على اللقطات، ونشرتها، وأصدرتها تحت اسم ليلة واحدة في الصين. بيعت أكثر من 100,000 نسخة، وحصل لورر ووالتمان على حصة من الأرباح. على الرغم من إصرار لورر على أنها لم تحصل على أي أموال من الإصدار. قُبض عليها في يناير 2005 بتهمة العنف الأسري بعد أن ضربت والتمان أمام أطفاله.

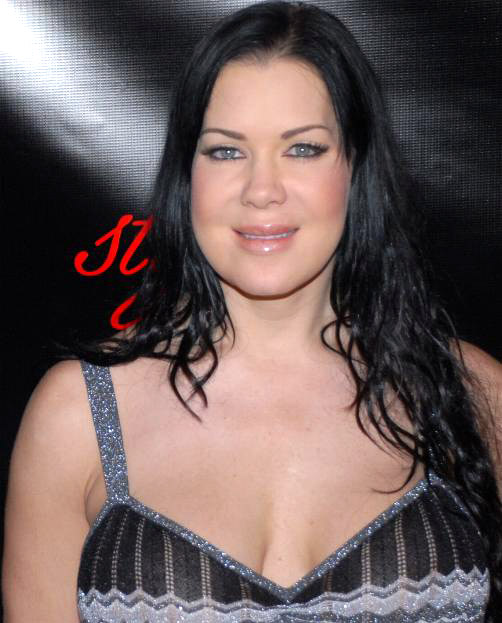
شاينا في عام 2008

ظهرت لورر في 8 فبراير 2007 بشكل واضح الاضطراب في برنامج لاري كينغ لايف للحديث عن صديقتها آنا نيكول سميث، التي توفيت في ذلك اليوم. قالت لورر إنها "كانت تعلم أن هذا سيحدث" بسبب كيفية سخرية الإعلام من سميث، ورسمت أوجه تشابه بين معاناة سميث ومعاناتها هي. ومع ذلك، قالت زوجة الرئيس التنفيذي لشركة "Trim Spa" مونيك غوين، إن سميث لم تعتبر لورر صديقة.
لم تتمكن لورر من استخدام اسم "شاينا" بعد مغادرتها WWF بسبب حقوق العلامة التجارية. بدأت باستخدام اسم "شاينا دول" للظهور العام، قبل أن تغير اسمها قانونيًا إلى شاينا في نوفمبر 2007.
كما كانت تعاني من مشاكل إدمان المخدرات. قالت إن حياتها كانت "تدور خارج السيطرة" في الفترة التي صورت فيها المقطع الجنسي. قال والتمان في يناير 2005 إنها كانت تعاني من إدمان المخدرات والكحول، بالإضافة إلى أمراض نفسية. أفادت صحيفة نيويورك بوست بعد أيام من المشاجرة المنزلية بين والتمان ولورر أنها خلعت ملابسها وقفزت في حوض أسماك في ملهى ليلي في نيويورك. ظهرت مرة أخرى في ذلك الشهر في برنامج ذا هوارد ستيرن شو، حيث وُصفت بأنها "كانت تتحدث بشكل غير واضح، تتناقض مع نفسها، وتدخل في مواضيع عشوائية يصعب متابعتها". قالت في البرنامج إنها لا تريد تعاطي المخدرات بعد الآن، لكنها قالت إنها إذا وجدت خط كوكايين أمامها، فستتعاطاه. دخلت منشأة متخصصة في علاج الاكتئاب وقررت التوقف عن الشرب بعد ظهورها في البرنامج. ظهرت في أوائل عام 2008 في البرنامج الواقعي  مركز إعادة تأهيل المشاهير مع الدكتور درو على قناة VH1، لكنها قالت في البرنامج إنها لا تعتبر نفسها مدمنة. نُقلت في 27 ديسمبر 2008 إلى المستشفى بعد حفل عيد ميلادها، حيث وجدت فاقدة للوعي مع جروح في ذراعيها.
كانت لورر تعاني من علاقة متوترة مع عائلتها. رأت والدتها آخر مرة عندما كانت في السادسة عشرة من عمرها، وقالت إن والدها لم يتمكن أبدًا من تجاوز قرارها بعدم متابعتها لمهنة في إنفاذ القانون مع مكتب التحقيقات الفيدرالي. كما ادعت أن والدها أخذ عدة قروض طلابية باسمها دون علمها، مما تركها مع ديون بقيمة 40,000 دولار. قالت لورر في إحدى حلقات برنامج  إعادة تأهيل المشاهير مع الدكتور درو عام 2008 إنها كانت تعاني من علاقة سيئة مع جميع أفراد عائلتها، بما في ذلك أشقائها. نُقلت لورر في سبتمبر 2010 إلى المستشفى بعد تناول جرعة زائدة من أدوية النوم. أعادت لورر لاحقًا إقامة علاقة جيدة مع والدتها؛ بينما توفي والدها في 15 مايو 2014.
عملت لورر كمدرسة للغة الإنجليزية في اليابان من أوائل عام 2012 حتى منتصف عام 2015. كما اعتنقت كنيسة يسوع المسيح لقديسي الأيام الأخيرة (المورمون) أثناء وجودها هناك.

## وفاتها
عُثر على لورر ميتة في منزلها في ريدوندو بيتش، كاليفورنيا في 20 أبريل 2016، عن عمر يناهز 46 عامًا. كان مديرها أنتوني أنزالدو قلقًا عندما لاحظ توقفها عن نشر تحديثات أو محتوى على منصات التواصل الاجتماعي المعتادة لعدة أيام، فبحث عنها ووجد جثتها في شقتها. أشارت التقارير الأولية للشرطة إلى أنها ربما توفيت إما بسبب جرعة دواء زائدة عرضية أو لأسباب طبيعية. اقترح أنزالدو أن أي جرعة زائدة كانت عرضية، قائلًا إنها كانت تتناول أدوية موصوفة طبيًا، لكنها كانت تميل إلى استخدامها بشكل غير صحيح.
تُبرع بدماغها للعلم لدراسة آثار اعتلال الدماغ الرضحي المزمن. ومع ذلك، كان الدماغ قد تحلل بشكل طبيعي إلى درجة لم يعد من الممكن تحديد ما إذا كانت لورر تعاني من هذا المرض بشكل قاطع. أقيمت مراسم تأبين في لوس أنجلوس في 22 يونيو 2016. من بين الحضور المصارعون ميلينا بيريز، روب فان دام، شون والتمان، وجوني مانتيل؛ الممثلان سي توماس هاول وباري ويليامز؛ دينيس هوف، مالك بيت الدعارة باني رانش؛ والمغنيان كوليو وبايبي باش، اللذان أديا أيضًا خلال المراسم. حُرقت جثة شاينا ونُثر رمادها في المحيط الهادئ.
أُصدر تقرير تشريح الجثة في ديسمبر 2016، والذي حدد أنها توفيت في 17 أبريل بسبب جرعة زائدة من الكحول، مدمجة مع أدوية القلق ديازيبام ونوردازيبام، مسكنات الألم أوكسيكودون وأوكسيمورفون، ومنوم تيمازيبام.

## الإرث
أشاد العديد من المحللين بشاينا باعتبارها شخصية مؤثرة في عالم مصارعة النساء وإحدى أكبر نجوم "حقبة الموقف" (Attitude Era) في WWF. وصفها المعلق والمسؤول السابق في WWE جيم روس بأنها "الرياضية المميزة التي كانت بالنسبة لـ WWE ما تعنيه روندا روزي لـ UFC"، بينما قالت شبكة "E! نيوز" إنها حققت في مسيرتها التي استمرت قرابة العقد أكثر مما حققته أي امرأة أخرى. أشاد آخرون بها كرمز نسوي تحدى الأعراف الجنسانية؛ حيث كتبت أستاذة دراسات المرأة والجندريات في جامعة لويزفيل داون هاينكن في عام 2004: "لقد شُوِّهت سمعتها كنسوية تحدت هيمنة الذكور... كانت آخر تجسيداتها، والأكثر شعبية، هي تجسيدها كرمز جنسي". كانت شاينا أول امرأة تشارك في مباراة "رويال رامبل"، وهي المرأة الوحيدة التي فازت ببطولة القارات في WWE. أدرجها لوك وينكي من مجلة سبورتس إليسترايتد في المرتبة 79 ضمن أعظم المصارعين على الإطلاق، بينما صنفتها WWE في المرتبة الرابعة كأعظم "نجمة نسائية في تاريخ WWE الحديث" في عام 2021. تُعزو بيث فينيكس إليها الفضل في "فتح الأبواب" في الصناعة، بينما تُعزي كيمبر لي الفضل لشاينا في تحفيزها لدخول عالم المصارعة. قالت عضوة قاعة مشاهير WWE تامي سيتش في عام 2017،  إن شاينا تستحق أن تُدخل إلى قاعة المشاهير، قائلة: "أعتقد أنها فتحت الأبواب حقًا لمصارعة النساء؛ ليس للـ'ديفاز'، بل لصناعة مصارعة النساء. كانت تصارع الرجال وكان ذلك مقنعًا لأنها كانت شخصية كبيرة، وكيانًا ضخمًا، ويجب أن تُكافأ على ما فعلته."
 
نشر موقع WWE.com في اليوم التالي لوفاتها منشورًا يعبر عن الحزن لرحيلها وضم مقطع فيديو لها وهي تفوز ببطولة النساء. عرضت WWE فيديو تكريمي لها بعد وفاتها في حلقة 25 أبريل من برنامج رو بعد سنوات من تجاهل لورر. كما نُشرت مقالة قصيرة لتخليد ذكراها على الموقع الرسمي لهوارد ستيرن، تعبر عن الأسف لوفاتها وتصفها بأنها "مفضلة الجماهير ذات حس فكاهي رائع تجاه نفسها."
ذكر الكاتب مايك مونيهام من صحيفة "ذا بوست آند كوريير" بعد وفاة شاينا أن السؤال المتكرر كان متى سيتم إدخالها إلى قاعة مشاهير WWE. قال جيم روس إن شاينا كانت لديها "رغبة قوية" في أن تُدخل إلى قاعة المشاهير خلال حياتها. ذكر بول ليفيسك في 9 فبراير 2015 خلال بودكاست على شبكة WWE مع ستون كولد ستيف أوستن، أن شاينا تستحق أن تكون في قاعة المشاهير لكن مسيرتها في الأفلام الإباحية منعتها من ذلك. قال ليفيسك في مقابلات بعد وفاتها بفترة قصيرة إنها "تستحق بالتأكيد" مكانًا في قاعة المشاهير، بينما قالت ستيفاني مكمان إنها متأكدة من أن شاينا ستُدخل إلى القاعة لكنها لا تعرف في أي عام سيحدث ذلك.
أُعلن عن شاينا كعضو في قاعة مشاهير WWE لعام 2019 في 18 فبراير 2019، كجزء من فريق دي-جينرايشن إكس. تحدث ليفيسك إلى ESPN عن "التعقيدات" التي ذكرها في بودكاست أوستن عام 2015، لكن بعد أن وصف إنجازاتها في الحلبة، قال إنها "تستحق 100٪" هذا التكريم. على الرغم من أنها كانت تُدخل كجزء من مجموعة، قال ليفيسك إنها تستحق أن تُدخل مرة أخرى بشكل فردي لمسيرتها الفردية. كما أيد شون مايكلز فكرة إدخالها مرة أخرى، قائلًا: "من بين جميع الأشخاص في هذه المجموعة، وفريق دي-جينرايشن إكس ككل يستحق التكريم، لكنني لا أعتقد أن أحدًا سيختلف على أنها [شاينا] هي الأكثر استحقاقًا [لهذا التكريم]."

### فيلم وثائقي بعد وفاتها
أُصدر عرض ترويجي للفيلم الوثائقي الخاص المصارعة مع شاينا في 20 أبريل 2017، الذي يتناول حياة شاينا منذ بداياتها تقريبًا، وحتى بعد مغادرتها عالم المصارعة، وصولًا إلى أيامها الأخيرة. عرضت قناة فايس تي في الفيلم الوثائقي الذي تضمن مقابلات حصرية مع أصدقائها وأفراد عائلتها ومديرها أنتوني أنزالدو في 16 يونيو 2021.

## فهرس الأفلام
| العنوان                                | العنوان                                | السنة | الدور           | ملاحظات           |
| بالعربية                               | بالإنجليزية                            | السنة | الدور           | ملاحظات           |
| -------------------------------------- | -------------------------------------- | ----- | --------------- | ----------------- |
| ما وراء الحصيرة                        | Beyond the Mat                         | 1999  | نفسها           | وثائقي            |
| شاينا وتريبل إتش: إنه وقتنا            | Chyna & Triple H: It's Our Time        | 1999  | نفسها           | وثائقي            |
| لياقة شاينا: أكثر مما تراه العين       | Chyna Fitness: More Than Meets the Eye | 2000  | نفسها           | فيديو لياقة بدنية |
| غضب الفضائيين: العد التنازلي للغزو     | Alien Fury: Countdown to Invasion      | 2001  | آفا زيوريخ      | فيلم روائي طويل   |
| على الخط                               | On the Line                            | 2001  | أحد مواعدات رود | فيلم روائي طويل   |
| فرانك ماكلوسكي، سي آي                  | Frank McKlusky, C.I.                   | 2002  | فريدا           | فيلم روائي طويل   |
| جواني لورر الأميرة المحاربة            | Joanie Laurer Warrior Princess         | 2002  | نفسها           |                   |
| الصياد: العودة بقوة                    | Hunter: Back in Force                  | 2003  | براندي روز      | DVD               |
| رومب                                   | Romp                                   | 2003  | لولو            | قصير              |
| 101 سبب لكي لا تكون مصارعًا محترفًا      | 101 Reasons Not to Be a Pro Wrestler   | 2005  | نفسها           | وثائقي            |
| مجرد كوميديا رومانسية أخرى عن المصارعة | Just Another Romantic Wrestling Comedy | 2006  | روكسان          | DVD               |
| فضائيين غير شرعيين                     | Illegal Aliens                         | 2007  | ريكس            | DVD               |
| نادي الكوجر                            | Cougar Club                            | 2007  | تيدي أرشيبالد   | DVD               |
| فقدان السيطرة                          | Losing Control                         | 2011  | بارب            | فيلم روائي طويل   |
| ليلة في مسرح السينما الصامتة           | A Night at the Silent Movie Theater    | 2012  | طبالة مثيرة     |                   |
| تي الأبيض                              | White T                                | 2013  | طبيبة نفسية     |                   |

| السنة     | الاسم                        | الدور          | ملاحظات                                                                                          |
| --------- | ---------------------------- | -------------- | ------------------------------------------------------------------------------------------------ |
| 1996      | المحيط الهادي الأزرق         | فرانك فينلي    | حلقة "قبلة وداع واحدة"                                                                           |
| 1999      | ذا مارتن شورت شو             | نفسها          | #1.44                                                                                            |
| 2000      | ثالث كوكب بعد الشمس          | جانيس          | حلقات : "الأحمق الصغير ذهب إلى المتجر" "الرأس العملاق الكبير يعود مرة أخرى: الجزء الأول والثاني" |
| 2000      | المحيط الهادي الأزرق         | تونيا سويت     | "أختطف"                                                                                          |
| 2000      | ماد تي في                    | نفسها          | #6.5                                                                                             |
| 2000      | إم تي في كريبس               | نفسها          | "لورر, توني هوك وأشر"                                                                            |
| 2001      | مباراة موت المشاهير          | نفسها          | "أين هو عقل أنشتاين؟"                                                                            |
| 2001      | غيري ومايك                   | نفسها          | "رود ريج"                                                                                        |
| 2001      | عامل الخوف                   | نفسها          | "عامل خوف أول مشهور"                                                                             |
| 2001–2002 | تراكر                        | ري             | "المقدمة" / "تذكر متى"                                                                           |
| 2002      | الساحرة المراهقة سابرينا     | ميري جو بندر   | "قيادة السيد غودمان"                                                                             |
| 2002      | ذا نيك كانون شو              | نفسها          | "نيك يتجاوز اللياقة"                                                                             |
| 2002      | صائد الآثار                  | ناتاشا تريبوفا | "أنتيانيراي"                                                                                     |
| 2002      | دور من هو على أية حال؟       | نفسها          | #5.8                                                                                             |
| 2002      | ملاكمة المشاهير 2            | نفسها          |                                                                                                  |
| 2002      | عرض آنا نيكول                | نفسها          | "عرض آنا نيكول حلقة خاصة"                                                                        |
| 2005      | ذا سوريال لايف               | نفسها          |                                                                                                  |
| 2006      | ماي فير برادي                | نفسها          | "حب على الصخور"                                                                                  |
| 2007      | ذا سيريال لايف: ألعاب الشهرة | نفسها          |                                                                                                  |
| 2008      | إعادة تأهيل المشاهير         | نفسها          |                                                                                                  |

| السنة | العنوان                         | الدور   |
| ----- | ------------------------------- | ------- |
| 2004  | ليلة واحدة في الصين             | نفسها   |
| 2009  | ليلة أخرى في الصين              | نفسها   |
| 2011  | الباب الخلفي لـ شاينا           | نفسها   |
| 2012  | المنتقمون XXX: لفيلم إباحي ساخر | شي-هولك |
| 2012  | شاينا هي ملكة الحلبة            | نفسها   |
| 2013  | شي-هولك XXX: فيلم إباحي ساخر    | شي-هولك |

| سنة  | عنوان                                 | دور        |
| ---- | ------------------------------------- | ---------- |
| 1999 | دبليو دبليو إف أتيتيود                |            |
| 1999 | دبليو دبليو إف راسلمنيا 2000          |            |
| 2000 | دبليو دبليو إف سماك داون!             | غلاف رياضي |
| 2000 | دبليو دبليو إف نو ميرسي               |            |
| 2000 | دبليو دبليو إي سماكداون! 2: إعرف دورك | غلاف رياضي |
| 2019 | WWE 2K20                              |            |
| 2021 | WWE 2K Battlegrounds                  |            |
| 2022 | WWE 2K22                              |            |
| 2023 | WWE 2K23                              |            |
| 2024 | WWE 2K24                              |            |
| 2025 | WWE 2K25                              |            |

## البطولات والإنجازات
- جوائز AVN
  - أفضل عنوان مبيعًا (2006) - ليلة واحدة في الصين
  - أفضل شريط جنسي للمشاهير (2012) - الباب الخلفي لـ شاينا
- الاتحاد الدولي للمصارعة
  - بطولة IWF للنساء (مرة واحدة)
- رابطة المصارعة النسائية الدولية
  - أفضل لاعب صاعد في العام (1998)
- رابطة المصارعة المحترفة للفتيات
  - أفضل لاعب صاعد في العام (1996)[148]
- مجلة المصارعة المحترفة (PWI)
  - احتلت المرتبة رقم 106 ضمن أفضل 500 مصارع في عام 2000 في تصنيف PWI 500[149]
- الاتحاد العالمي للمصارعة / WWE
  - رويال رامبل هيوستن (1999)
  - بطولة WWF للقارات (مرتين)[150]
  - بطولة WWF للنساء (مرة واحدة)[151]
  - قاعة مشاهير WWE (فئة 2019) – كعضو في دي-جينرايشن إكس[152]
  - صُنفت في المرتبة الرابعة من بين أفضل 50 نجمة WWE على الإطلاق (2021)[153]